# Едвард Олби
Едвард Френклин Олби III (енгл. Edward Albee; Вашингтон, 12. март 1928 — Монтаук, 16. септембар 2016) био је амерички драмски писац. Сматра се поред Јуџина О’Нила, Тенесија Вилијамса и Артура Милера највећим драмским писцем америчке књижевности двадесетог века.
Пажњу јавности је привукао својом првом драмом Животињска прича (The Zoo Story, 1958). Написан у традицији француског театра апсурда, комад је премијерно изведен у Берлину 1959, као двојна представа заједно са Бекетовом једночинком Крапова последња трака. Животињска прича је постављена следеће године у Гринич Вилиџу, поставши једна од представа које су успоставиле њујоршку алтернативну позоришну сцену, која ће постати позната под именом Оф Бродвеј (Off Broadway). Опсесивна тема Олбијевих драма је мрачна позадина америчког сна, са посебним фокусом на мотив самозаваравања и на идеју да међусобна деструкција учвршћује међуљудске односе. Ово је можда најочигледније у његовом најпознатијем комаду Ко се боји Вирџиније Вулф? (Who's Afraid of Virginia Woolf? 1962). У средишту овог драмског заплета су средовечни брачни пар, универзитетски професор историје Џорџ и деканова ћерка Марта, који, поведени алкохолом, започињу вербалну игру међусобног оптуживања и злостављања, увлачећи у игру и своје госте. Мрачна слика брака академских грађана и употреба псовки у дијалозима изазвале су доста пажње подједнако и међу публиком и међу позоришним критичарима. Комад је награђен Тонијем за најбољу драму, али му је, са друге стране, жири ускратио Пулицерову награду. Драма је екранизована у истоимени филм 1966. у режији Мајка Николса са Елизабет Тејлор и Ричардом Бартоном у главним улогама.
Упркос критичком и комерцијалном успеху са Ко се боји Вирџиније Вулф? Олби није желео да се претвори у сопствену имитацију, нити да подражава укусу публике, већ је наставио да експериментише са формом и садржајем у овиру позоришне уметности. У његовој даљој каријери посебно се издвајају: драма Деликатна равнотежа (A Delicate Balance, 1966), мрачни комад о имућној породици, чији чланови исказују сопствено незадовољство у вербалном конфликту (његова прва Пулицерова награда); затим Приморје (Seascape, 1974) црнохуморна комедија састављена од злокобних медитација о моногамији, еволуцији и смртности, које се воде у разговору на обали океана између брачног пара и пара антропоморфних гуштера (Друга Олбијева Пулицерова награда); Три високе жене (Three Tall Women, 1991) дубоко лични комад који је заснован на Олбијевом односу са мајком, то јест, женом која га је усвојила (трећа Пулицерова награда) и драма Коза или Ко је Силвија? (The Goat, or Who Is Sylvia? 2002) симболични комад о мушкарцу који се заљубљује у козу (Друга Тони награда за најбољу драму). Олби је познат и као писац позоришних адаптација романа Доручак код Тифанија Трумана Капотеа, Лолите Владимира Набокова и приповетке Баладе о тужном кафеу Карсон Макалерс. У интервјуу за часопис Тајм своје стваралаштво је описао следећим речима: Све моје драме су о људима који су изгубили контролу над својим животом, који су се млади предали, који долазе до краја свог живота жалећи за стварима које нису урадили... Сматрам да већина људи протраћи превише времена живећи као да никад неће умрети. Функцију позоришне уметности је у интервјуу за Гардијан 2004. окарактерисао: Све драме, ако су имало добре, написане су да поправе човечанство. То је посао писца, да држи огледало испред људи.

## Биографија
Рођен је 1928. у Вашингтону, да би две недеље касније био усвојен у држави Њујорк од стране Рида Олбија, богатог власника ланца водвиља и његове супруге Франсис. Олби је отишао од куће пре двадесете године, касније изјављујући да „они нису били добри као родитељи и ја нисам био добар као син“. Био је проблематичан ученик и чак је два пута био избачен из школа које је похађао, други пут зато што је бежао са часова и одбијао је да одлази у цркву. Упркос томе, свој каснији живот је посветио промовисању академског позоришта. Често је држао предавања на универзитетима и био је почасни професор на Универзитету Хјустон од 1989. године до 2003. године.
Олби је последњих деценија свог живота живео на Менхетну у стану окружен афричким скулптурама и платнима модернистичких сликара попут Кандинског, Едуара Вијара и Милтона Еверија. Живео је 35 година у вези са вајаром Џонатаном Томасом, који је преминуо од рака 2005. године.
Олби је преминуо 16. септембра 2016. године.

## Дела
- Животињска прича (The Zoo Story, 1958)
- Смрт Беси Смит (The Death of Bessie Smith, 1959)
- Фем и Јем (Fam and Yam, 1959)
- Амерички сан (The American Dream, 1960)
- Ко се боји Вирџиније Вулф? (Who's Afraid of Virginia Woolf? 1962)
- Балада о тужном кафеу (The Ballad of the Sad Café, 1963) - позоришна адаптација истоимене приповетке Карсон Макалерс
- Мајушна Елис (Tiny Alice, 1964)
- Малколм (Malcolm, 1965) - позоришна адаптација романа Џејмса Пардија
- Деликатна равнотежа (A Delicate Balance, 1966)
- Доручак код Тифанија (Breakfast at Tiffany's, 1966) - позоришна адаптација истоименог романа Трумана Капотеа
- Све у башти (Everything in the Garden, 1967)
- (1968)
- (1971)
- Приморје (Seascape, 1974)
- (1975)
- (1976)
- Дама из Дјубука (The Lady from Dubuque, 1979)
- Лолита (Lolita, 1981) - позоришна адаптација истоименог романа Владимира Набокова
- Човек који је имао три руке (The Man Who Had Three Arms, 1981)
- Наћи сунце (Finding the Sun , 1983)
- Брачна игра (Marriage Play , 1987)
- Три високе жене (Three Tall Women, 1991)
- (1992)
- Фрагменти (Fragments , 1993)
- (1996)
- (2001)
- Коза или Ко је Силвија? (The Goat, or Who Is Sylvia? 2002)
- Куц! Куц! Ко је? (Knock! Knock! Who's There!??, 2003)
- Питер и Џери (Peter & Jerry , 2004) - комад је преименован 2002. у Код куће код зоолошког врта (At Home at the Zoo)
- (2007)